# Ostrovul Ciocănești
Ostrovul Ciocănești este o insulă pe Dunăre, în dreptul localității Ciocănești, Călărași. Este rezervație naturală și Arie de Protecție Specială Avifaunistică sub codul ROSPA 0021.
Planul de management a fost aprobat prin Ordinul ministrului mediului, apelor și pădurilor nr.908 din 2023  privind aprobarea Planului de management al siturilor Natura 2000 ROSCI0131 Oltenița—Mostiștea—Chiciu (incluzând rezervația naturală IV.20. Ostrovul Haralambie), ROSPA0021 Ciocănești—Dunăre (incluzând rezervația naturală IV.21 Ostrovul Ciocănești), ROSPA0055 Lacul Gălățui, ROSPA0105 Valea Mostiștea, ROSPA 0136 Oltenița—Ulmeni  ca urmare a Proiectului MySMIS 102123 

## Vezi și
- Ciocănești – Dunăre